# Pseudowollastonite
La pseudowollastonite est une phase minérale à haute température de silicate de monocalcium (CaSiO3) et constitue un polymorphe avec la wollastonite. Sa formule peut également s'écrire Ca3Si3O9. Le minéral a plusieurs synonymes : bourgeoisite, ß-Wollastonite et cyclowollastonite.  Son symbole IMA est Pwo.
Elle est rare dans la nature et se loge dans des environnements à haute température (pyrométamorphiques) tels que la formation Hatrourim du désert du Néguev en Israël et la mine de graphite de Pfaffenrenth près de Hauzenberg, en Allemagne.  Elle a aussi une origine anthropogénique car on la trouve, plus abondamment, dans les scories et le ciment, comme dans la zone industrielle Les Planes à Lapanouse dans l'Aveyron.